# Асекрітова Валентина Костянтинівна
Асекрі́това Валентина Костянтинівна — педагог середньої освіти, учитель української мови і літератури Черкаського фізико-математичного ліцею Черкаської міської ради Черкаської області, Заслужений вчитель України.

## Життєпис
1968 року закінчила Черкаський державний педагогічний інститут імені 300-річчя возз'єднання України з Росією. Після вузу працювала учителем української мови і літератури восьмирічної школи у Снігурівському районі Миколаївської області. З 1969 року — інспектор шкіл відділу освіти Снігурівського району Миколаївської області. У 1970—1972 роках — учитель Звенигородської середньої школи-інтернату Черкаської області, у 1972—1977 роках — учитель Черкаської загальноосвітньої школи № 12, у 1977—1993 роках учитель Черкаської загальноосвітньої школи № 5. З 1993 року працює у Черкаському фізико-математичному ліцеї.

## Нагороди
За плідну працю має Почесну грамоту Міністерства освіти України (згідно з наказом від 17 грудня 1992 року № 1296) та нагрудний знак «Відмінник народної освіти» (30 вересня 1987 року). 2008 року отримала звання Заслужений вчитель України.